# Toutes mes chaînes
Toutes mes chaînes — пісня Жана-Жака Ґольдмана, написана 1982 році. Вийшла в рамках вже його сольного проекту, в другому студійному альбомі «Minoritaire».

## Про пісню
«Toutes mes chaînes» розпочинається фоновим речитативом від новинної радіопередачі, згодом, автор пісні, використав ще й тривалий музичний програш на вступ. Окремо звучить приспів пісні, який соліст співає в унісон із хором (на ті часи ще не використовували бек-вокали).

## Фрагмент пісні
Фрагмент пісні (приспів):
Elle est tout tout toutes mes chaînes

Elle est tout tout toutes mes lois

Elle est tout tout toutes mes chaînes

Et ces mots-là sont pour elle et moi

Elle est tout tout toutes mes chaînes

Elle est tout tout toutes mes lois

Elle est tout tout toutes mes chaînes

Et je me fous si un plus un font trois